# Ventura Pons
Bonaventura Pons e Sala, conhecido popularmente como Ventura Pons (Barcelona, 25 de julho de 1945 – 8 de janeiro de 2024), foi um premiado diretor de cinema, argumentista e produtor catalão. Depois de dirigir mais de uma vintena de obras teatrais, rodou o seu primeiro filme no ano 1977, Ocaña, retrat intermitente, selecionada oficialmente pelo Festival de Cannes. De 32 longas-metragens, 30 produzidos da sua companhia Os Filmes da Rambla, S.A., fundada no ano 1985, converteu-se no director que mais filmes rodou em catalão e num dos cineastas mais conhecidos da Catalunha. 
Foi Vice-Presidente do Academia das Artes e Ciências Cinematográficas de Espanha, Conselheiro e Padrão da Fundação Autor durante 12 anos e recebeu, entre de outros, a Medalha de Ouro de Mérito em Belas Artes do Governo espanhol, a Cruz de São Jordi do Governo catalão, o prémio Nacional de Cinema da Generalitat da Catalunha, um Prémio Ondas, o Premeio Ciudad de Huesca, o Zinegoak 2005 a Bilbao, o Desfrutou de Honra 2015, o prémio Conta Jaume de Urgell e o prémio de honra Jordi Dauder a Lérida 2016.

## Biografia e obra cinematográfica
Ventura Pons cresceu em Barcelona do pós-guerra. Durante a adolescência, viajou com frequência a Londres, onde estudou o documentarismo britânico e conheceu John Osborne, John Flecher e outros membros da geração Angry Young Men. Estes cineastas seriam, no início da sua carreira cinematográfica, as suas principais referências.
Em 1967, iniciou a sua trajectória profissional no mundo do teatro e durante uma década dirigiu diferentes espectáculos de texto. A experiência teatral influenciou a sua faceta de diretor cinematográfico, especialmente com respeito a direcção de atores, à qual sempre deu uma grande importância.
Pons debutou no cinema com Ocaña, Retrat intermitente, uma visão intimista do pintor andaluz José Pérez Ocaña, uma personagem provocadora que marcou a vida da Rambla e a praça Real de Barcelona de final dos anos setenta. Rodada em seis dias e com um carácter documental, retratava a realidade de umas personagens marginais e introduziu um novo estilo cinematográfico, num país que vivia momentos de importantes mudanças políticas e culturais. O filme foi selecionado para o Festival de Cannes no ano 1978 e a partir de aqui iniciou uma longa trajetória por festivais internacionais até converter-se num filme de culto.
No ano 1981 dirigiu O vicário de Olot e em 1985 fundou a produtora Os Filmes da Rambla, com a qual filmou A rossa do bar e todos os filmes posteriores. Começava uma etapa preenchida de comédias de êxito, como Puta miséria! (1989), Que te jogas, Mari Pili? (1990), Esta noite ou nunca (1992) e Rosita, please! (1993). No ano 1994 estreou O porquê de tudo somado, cujo guião baseava-se nos contos do escritor catalão Quim Monzó.
Monzó foi o primeiro de uma longa lista de escritores contemporâneos com quem o cineasta catalão manteve uma estreita colaboração. Adaptou textos de Josep Maria Benet e Jornet (Atrizes, 1996, e Amigo/Amat, 1998); de Sergi Belbel (Carícias, 1997, Morrer (ou não), 1999, e Forasteiros, 2008); de Lluís-Anton Baulenas (Anita não perde o comboio, 2000, Amor idiota, 2004, e À deriva, 2009); de Jordi Puntí e Garriga (Animais feridos, 2005), de Ferran Torrent (A vida abismal, 2006) e de Lluïsa Cunillé (Barcelona: um mapa), 2007). Para além disto, no ano 2002 dirigiu O grande Gato, um musical documentado ao redor da figura do cantor de origem argentina e grande impulsor da rumba catalã o Gato Pérez.
Pons morreu em 8 de janeiro de 2024, aos 78 anos, em Barcelona.

## Prémios
- Prémio Cadeirão de melhor filme catalão:
  - 1995: O porquê de tudo somado
  - 1997: Atrizes
  - 1999: Amigo/Amat
- 1995: Prémio Nacional de Cinema, concedido pela Generalitat da Catalunha[1]
- 1996: Prémio São Jordi de Cinematografia de melhor filme O Porquê de tudo somado
- 1999: Prémio Ondas especial pelo filme Amigo/Amat
- 2001: Medalha de Ouro ao Mérito nas Belas Artes[1]
- 2007: Cruz de São Jordi, concedida pela Generalitat da Catalunha
- 2015: Prémio Gaudí de Honra-Miquel Porter [6]